# Prúrigo nodular

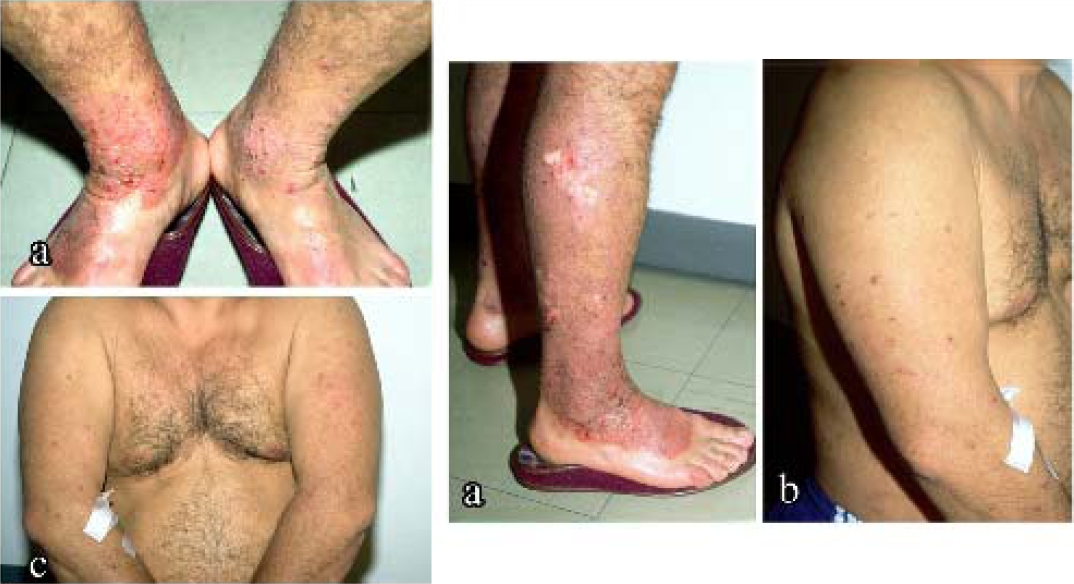
Pápulas pruriginosas y nódulos dispersos. Se pueden observar (a) en las piernas, (b) en los brazos y (c) en el tronco de este paciente con prurigo nodular.

Prurigo Del lat. prurīgo 'picor, comezón'.
El prurigo nodular es una enfermedad de la piel de evolución crónica y causa desconocida que afecta sobre todo a personas en la edad media de la vida, 9 de cada 10 pacientes son mujeres. Se manifiesta por lesiones que se localizan sobre todo en las regiones extensoras de los miembros superiores e inferiores, las cuales adoptan un aspecto nodular y producen picor.

## Historia
La primera descripción fue realizada en el año 1909 por Hyde y Montgomery.

## Causas
Es de origen desconocido, pero puede asociarse a otros trastornos, entre ellos dermatitis atópica, picadura de insectos, foliculitis, infección por bacilo de Koch, leucemia, cáncer, síndrome carcinoide, diabetes, hipotiroidismo, hipertiroidismo y celiaquia.

## Manifestaciones
Las lesiones tienen tendencia a ser simétricas y se distribuyen con preferencia en miembros inferiores, también en miembros superiores, más raramente en tronco y casi nunca en cara. Provocan un intenso picor, en ocasiones descrito como desesperante.